# Minsk (groupe)
Pour les articles homonymes, voir Minsk (homonymie) et groupe de Minsk.
Minsk est un groupe de heavy metal américain, originaire de Peoria, dans l'Illinois. Ils sortent leur second album, Ritual Fires of Abandonment, en 2007 sous le label Relapse Records. Après six ans de silence, Minsk finit son quatrième album, The Crash and the Draw, en avril 2015.

## Biographie
Minsk est formé en 2002 entre les villes de Peoria et Chicago. Ils produisent une démo intitulée Burning, publiée au label Lisa Falzone Recordings pendant une tournée américaine et une apparition aux Templars of Doom Festival en 2004. À la fin de 2004, Minsk participe à la compilation If It Plays…, qui comprend des groupes seulement issus de la région de Peoria.
Le premier album studio du groupe, Out of a Center Which Is Neither Dead nor Alive, est enregistré à la fin de 2004 et publié en 2005 au label At a Loss Recordings, suivi par des apparitions aux festivals South by Southwest et Emissions from the Monolith. Pendant l'enregistrement de l'album, Drew McDowell quitte le groupe, qui reste sans bassiste. Sanford Parker, fan de Minsk et le guitariste du groupe de doom metal Buried at Sea, décide de se joindre à Minsk comme bassiste à plein temps pour remplacer McDowell et reprendre son rôle de producteur. peu après l'arrivée de Parker, le membre fondateur et guitariste Dustin Addis part, laissant le groupe comme quatuor pour enregistrer Out of a Center Which Is Neither Dead nor Alive. En soutien à l'album, le groupe se lance dans une tournée mondiale notamment avec Brutal Truth, High on Fire, Boris, Sunn O))), et Pig Destroyer.
En juillet 2006, le groupe signe au label Relapse Records. Après leur tournée, Minsk prépare l'enregistrement de son second album, The Ritual Fires of Abandonment, qui est publié en février 2007 chez Relapse Records qui les signe immédiatement après leur gain de popularité. En janvier 2009, le groupe commence l'enregistrement de son quatrième album. En mai 2009, le groupe publie une nouvelle chanson issue de leur nouvel album, Mean to an End.
Après six ans de silence, Minsk finit son quatrième album, The Crash and the Draw, publié via Relapse Records le 3 avril 2015 en Allemagne, au Benelux et en Finlande, le avril 2015 à l'international, et le 7 avril 2015 en Amérique du Nord. L'album est mixé par Parker et Minsk à l'Hypercube de Chicago, et masterisé par Collin Jordan du Boiler Room à Chicago.

## Style musical
Le style musical du groupe est défini comme du sludge metal psychédélique, et possède des accents tribaux. Décrivant eux-mêmes leur musique comme du « metal psychédélique », leurs morceaux ont tendance à commencer lentement et dans la simplicité, pour devenir plus heavy et complexes vers la fin. Leur son mêle les influences sludge metal, doom metal, hardcore, ambient et noise, avec un côté psychédélique obtenu via des motifs rythmiques tribaux, d'épaisses nappes de synthé, et un effet d'écho sur le chant. Ils choisissent comme nom celui de la capital de la Biélorussie, et l'idée de la survie à travers la souffrance est un thème récurrent dans leurs paroles. Sur Myspace, les membres du groupe décrivent leur musique comme « profondément spirituelle et émotionnelle ».

## Membres

### Membres actuels
- Christopher Bennett – guitare, chant
- Timothy Mead – synthétiseur
- Sanford Parker – basse, chant, clavier
- Tony Wyioming – batterie

### Anciens membres
- Jeff Hyde – basse
- Dustin Addis – guitare
- Anthony Couri (A.K.A. Tony Wyoming) – batterie
- Drew McDowell – basse
- Joel Madigan – basse (live)
- Brian Barth – batterie (live et sur la démo 'Burning)
- Jared Madigan - basse (live et sur la démo Burning)

## Discographie
- Burning (démo)
- 2005 : Out of a Center Which Is Neither Dead Nor Alive
- 2007 : The Ritual Fires of Abandonment
- 2009 : With Echoes in the Movement of Stone